# Lantaarntjes
De lantaarntjes (Ischnura), ook grasjuffers genoemd, vormen een geslacht van libellen (Odonata) uit de familie van de waterjuffers (Coenagrionidae).

## Soorten
De volgende lijst is op basis van World Odonata List:
- Ischnura abyssinica Martin, 1908
- Ischnura acuticauda Lieftinck, 1959
- Ischnura albistigma Fraser, 1927
- Ischnura aralensis Haritonov, 1979 – Steppelantaarntje
- Ischnura ariel Lieftinck, 1949
- Ischnura armeniaca (Lieftinck, 1949)
- Ischnura armstrongi (Fraser, 1925)
- Ischnura asiatica (Brauer, 1865)
- Ischnura auricolor (Fraser, 1927)
- Ischnura aurora Brauer, 1865
- Ischnura barberi Currie, 1903
- Ischnura buxtoni Fraser, 1927
- Ischnura capreolus (Hagen, 1861)
- Ischnura cardinalis Kimmins, 1929
- Ischnura cervula Selys, 1876
- Ischnura chingaza Realpe, 2010
- Ischnura chromostigma Fraser, 1927
- Ischnura cruzi De Marmels, 1987
- Ischnura cyane Realpe, 2010
- Ischnura damula Calvert, 1902
- Ischnura demorsa (Hagen, 1861)
- Ischnura denticollis (Burmeister, 1839)
- Ischnura elegans (Vander Linden, 1820) – Lantaarntje
- Ischnura erratica Calvert, 1895
- Ischnura evansi Morton, 1919
- Ischnura filosa Schmidt, 1951
- Ischnura fluviatilis Selys, 1876
- Ischnura forcipata Morton, 1907
- Ischnura fountaineae Morton, 1905 – Oaselantaarntje
- Ischnura foylei Kosterin, 2015
- Ischnura gemina (Kennedy, 1917)
- Ischnura genei (Rambur, 1842) – Tyrrheens lantaarntje
- Ischnura graellsii (Rambur, 1842) – Iberisch lantaarntje
- Ischnura haemastigma Fraser, 1927
- Ischnura hastata (Say, 1839) – Geel lantaarntje
- Ischnura heterosticta (Burmeister, 1839)
- Ischnura inarmata Calvert, 1898
- Ischnura indivisa (Ris, 1918)
- Ischnura intermedia Dumont, 1974 – Perzisch lantaarntje
- Ischnura isoetes Lieftinck, 1949
- Ischnura jeanyvesmeyeri Englund & Polhemus, 2010
- Ischnura kellicotti Williamson, 1898
- Ischnura lorentzi (Ris, 1913)
- Ischnura luta Polhemus, Asquith & Miller, 2000
- Ischnura mahechai Machado, 2012
- Ischnura nursei Morton, 1907
- Ischnura ordosi Bartenev, 1912
- Ischnura oreada (Lieftinck, 1949)
- Ischnura pamelae Vick & Davies, 1988
- Ischnura perparva McLachlan, 1876
- Ischnura posita (Hagen, 1861)
- Ischnura prognata (Hagen, 1861)
- Ischnura pruinescens (Tillyard, 1906)
- Ischnura pumilio (Charpentier, 1825) – Tengere grasjuffer
- Ischnura ramburii (Selys, 1857)
- Ischnura rhodosoma Lieftinck, 1959
- Ischnura rubella Navás, 1934
- Ischnura rubilio Selys, 1876
- Ischnura rufostigma Selys, 1876
- Ischnura rufovittata (Blanchard, 1843)
- Ischnura rurutana Englund & Polhemus, 2010
- Ischnura saharensis Aguesse, 1958 – Saharalantaarntje
- Ischnura sanguinostigma Fraser, 1953
- Ischnura senegalensis (Rambur, 1842)
- Ischnura solitaria Bota-Sierra, Velásquez-Vélez & Realpe, 2019
- Ischnura stueberi Lieftinck, 1932
- Ischnura taitensis Selys, 1876
- Ischnura thelmae Lieftinck, 1966
- Ischnura ultima Ris, 1908
- Ischnura verticalis (Say, 1839)
- Ischnura vinsoni Fraser, 1949
- Ischnura xanthocyane (Lieftinck, 1949)

De Nederlandstalige namen zijn, voor zover niet voorkomend in het Nederlands Soortenregister, ontleend aan Libellen van Europa en Veldgids Libellen.